# Manschettendichtung
Die Manschettendichtung wird zur Verbindung von Kanalisationsrohren verwendet und besteht aus
- einem Gummielastomerkörper (meist Ethylen-Propylen-Dien-Kautschuk), d. h. der Manschette, und
- einem Spannband aus Edelstahl, das in seiner Funktion mit großen Schlauchschellen zu vergleichen ist. Um die Rohre zugfest zu verbinden, kann eine Spannschelle mit gezacktem Rand verwendet werden, die sich beim Anziehen in die Oberfläche des Rohrs krallt (Krallendichtung).

Manschettendichtungen werden auch als Canadamanschette bezeichnet und unter verschiedenen Markennamen wie "Fernco", "Mücher" oder "Crassus" vertrieben.
Manschettendichtungen werden insbesondere zur Verbindung von schweren Abwasserrohren, wie etwa SML-Rohr, schalldämmenden Ausführungen von PE-Rohr sowie teilweise Keramikrohr eingesetzt.
Manche Ausführungen enthalten ein zusätzliches, mittig angeordnetes Scherband, welches die Kräfte, die durch Erd- und Verkehrslasten entstehen, aufnimmt, und eine Lageveränderung der Rohrenden gegeneinander verhindert. 
Manschettendichtungen können Muffen-Spitzendverbindungen ersetzen, wenn sich diese bei Reparatur oder nachträglichem Einsetzen von Formstücken in bestehende Rohrleitungen nicht über das Rohr schieben lassen. 
Weiterhin ermöglicht sie im Rekonstruktionsbau die Verbindung unterschiedlicher Rohrmaterialien und -durchmesser, die von der Nennweite oder vom Außendurchmesser her nicht zusammenpassen.